# Вілія (річка)
Ві́лія — річка в Україні, в межах Кременецького району Тернопільської області, Рівненського району Рівненської області та Шепетівського  району Хмельницької області. Ліва притока Горині (басейн Дніпра).

## Опис
Довжина 77 км. Площа водозбірного басейну 1 815 км². Похил річки 1,0 м/км. Долина коритоподібна терасована, завширшки 1,5—5 км. Заплава здебільшого заболочена, завширшки до 150 м у верхів'ї та 400—800 м у пониззі. Річище звивисте, завширшки до 28 м, завглибшки 1—2 м. Використовується на технічне, сільськогосподарське та побутове водопостачання. Живлення переважно снігове. Льодостав з середини грудня до початку березня. Збудовані меліоративні системи «Вілія», «Устя» тощо.

## Розташування
Вілія бере початок з джерела біля села Підлісне на Подільській височині. Тече переважно на північний схід. Впадає до Горині біля північно-східної околиці міста Острога.

### Притоки
Головні притоки: Кутянка, Збитинка (Свитенька) (ліві); Кума, Боложівка, Губариха, Рудка, Устя Гнилий Ріг (праві).
- Річка без назви — права притока у Шепетівському районі Хмельницької області. Довжина річки 12 км, похил річки — 5,4 м/км. Площа басейну 77,8 км². Бере початок у Кур'янках. Тече переважно на північний захід і на заході від Загреблі впадає у Вілію. Населені пункти вздовж  берегової смуги: Держаки, Загірці, Велика Боровиця, Мала Боровиця. Річку перетинає автомобільна дорога Р26[1].

- Річка без назви — права притока в Шепетівському районі й Острозькому районі Хмельницької та Рівненської областей. Бере початок на південному заході від Білотина. Тече переважно на північний захід через Сторониче і в Слобідці впадає у Вілію. Населені пункти вздовж берегової смуги: Михайлівка, Новосілка, Прикордонне [2] [3].

- Річка без назви[4] — права притока в Шепетівському районі  Хмельницької області. Бере початок у селі Добрин. Тече переважно на північний захід через села Нова Гутиська, Мала Радогощ, Сивір, Дертка і у Кам'янцка впадає у Вілію. Населені пункти вздовж берегової смуги: Шекеринці, Стара Гутиська, Велика Радогощ, Лісна.[5] [6].

- Падерелівка — права притока в Шумському районі Тернопільської області. Бере  початок на південному сході від Вербиці. Спочатку тече на південний схід через Темногайці, Великі Загайці, а потім повертає на північний захід і на північній околиці Шумбара впадає у Вілію. Довжина річки 10 км., похил річки — 1,3 м/км. Площа басейну 77,8 км² [7][8].

### Населені пункти
На річці розташовані міста: Шумськ, Острог. Села...Тетильківці, Вілія, Новосілки, Кунів, Кам'янка,